# La Masica
La Masica é uma cidade hondurenha do departamento de Atlántida. Em 2018, sua população era de 31 449 habitantes.